# Смаржинці
Смаржи́нці — село в Україні, у Погребищенській міській громаді Вінницького району Вінницької області. Населення становить 150 осіб.

## Географія
Селом протікає річка Безіменна, ліва притока Смотрухи.

## Історія
У 1651 році хутір Смаржинці ввійшов до вотчини Д. Вишневецького.
Село певний час входило до погребищенського ключа. У 1770 році тут була парафіяльна церква. Після розділів Речі Посполитої село опинилося в складі Російської імперії.
У 19 столітті село входило до складу Свитинецької волості Бердичівського повіту Київської губернії. У другій половині 19 століття було у власності Абрамовичів, маєток яких був у сусідньому селі Лішинцях. У 1847 році побудовано нову церкву. У 1880 році парафію перенесено в Марківці, у Смаржинцях церква стала філіальною. У 1889 році в селі проживало 288 мешканців, селу належало 957 десятин землі.
Під час Другої світової війни село було окуповано фашистськими військами у другій половині липня 1941 року. Червоною армією село було зайняте 31 грудня 1943 року.
12 червня 2020 року, відповідно до розпорядження Кабінету Міністрів України № 707-р «Про визначення адміністративних центрів та затвердження територій територіальних громад Вінницької області», увійшло до складу Погребищенської міської громади.
19 липня 2020 року, в результаті адміністративно-територіальної реформи та ліквідації Погребищенського району, село увійшло до складу Вінницького району.

## Населення
За даними перепису 2001 року кількість наявного населення села становила 257 осіб, із них 98,44 % зазначили рідною мову українську, 1,17 % — російську, 0,39 % — білоруську.
| Рік            | ~1889 | 1989 | 2001 |
| -------------- | ----- | ---- | ---- |
| Кількість осіб | 288   | 303  | 257  |